# لويزا كروز
لويزا كروز (بالإنجليزية: Louisa Krause)‏ هي ممثلة أفلام أمريكية ولدت في يوم 20 مايو 1986 في بلدة فولز تشيرش في ولاية فيرجينيا في الولايات المتحدة ولدت لوالد من أصل نصف ياباني وأم أمريكية، أخذت شهادتها في المسرح من جامعة كارنيغي ميلون، بدأت التمثيل في سنة 2007 ومثلت في فيلم ذا بيبيسيترس في سنة 2012 ومسلسل تجربة العشيقة في سنة 2016.

## روابط خارجية
- لويزا كروز على موقع IMDb (الإنجليزية)
- لويزا كروز على موقع ألو سيني (الفرنسية)
- لويزا كروز على موقع أول موفي (الإنجليزية)
- لويزا كروز على موقع قاعدة بيانات الفيلم (الإنجليزية)